# とけい座
とけい座（とけいざ、Horologium）は、現代の88星座の1つ。18世紀半ばに考案された新しい星座で、振り子時計をモチーフとしている。南天の星座で、日本最南端の有人島である波照間島からも星座の全域を見ることはできない。

## 主な天体

### 恒星
2022年4月現在、国際天文学連合 (IAU) が認証した固有名を持つ恒星は1つもない。
- α星：見かけの明るさ3.86等の橙色巨星で4等星[5]。とけい座で最も明るい恒星。
- ι星：見かけの明るさ5.40等の5等星[6]。1999年に太陽系外惑星が発見された[7]。
- R星：見かけの明るさが4.7等から14.3等の振幅で変光するミラ型の脈動変光星[8]。
- GJ 1061：見かけの明るさ13.07等の赤色矮星[9]。太陽系から約12光年の位置にある。

### 星団・星雲・銀河

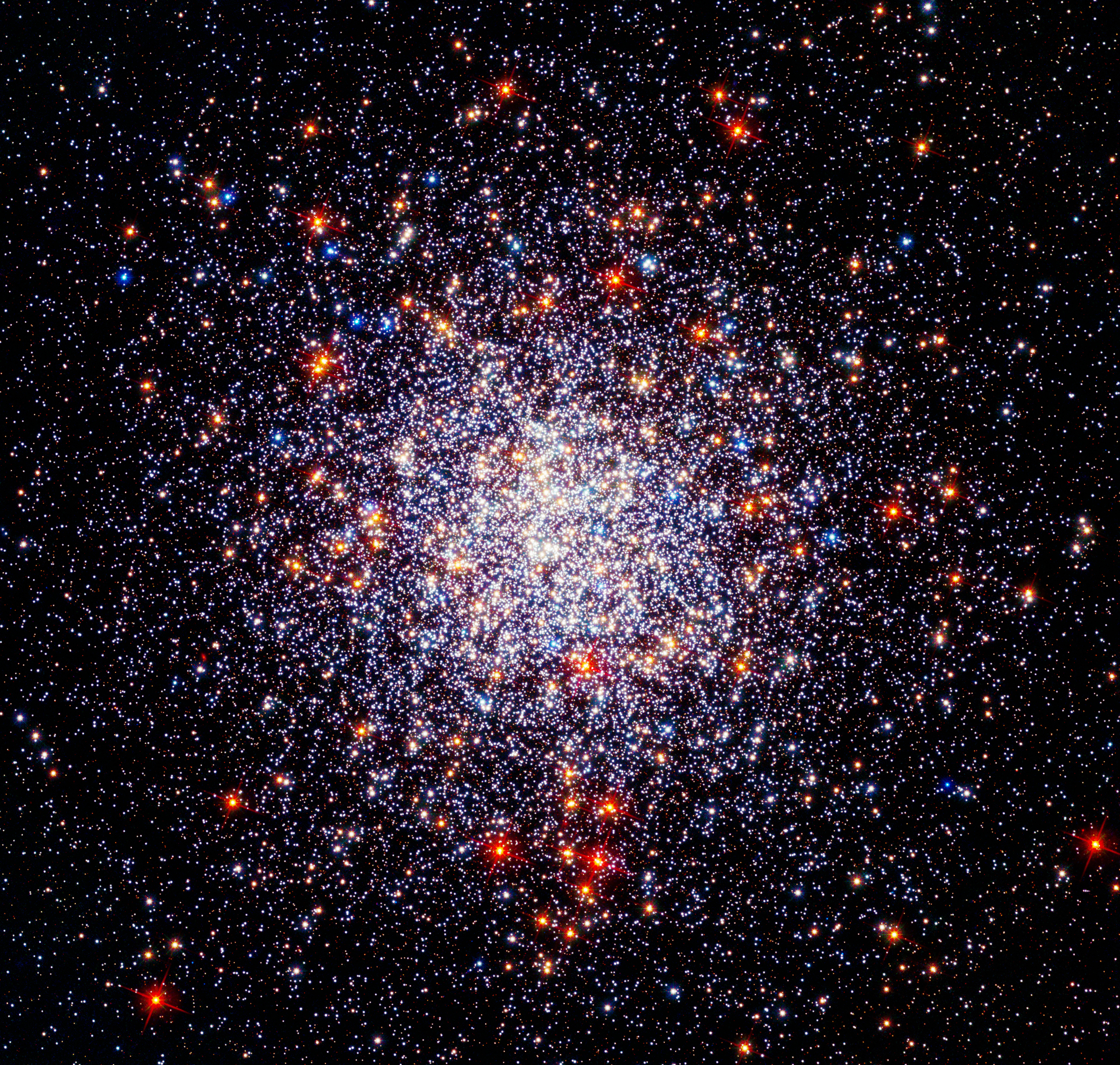
ハッブル宇宙望遠鏡による球状星団NGC1261の撮像。

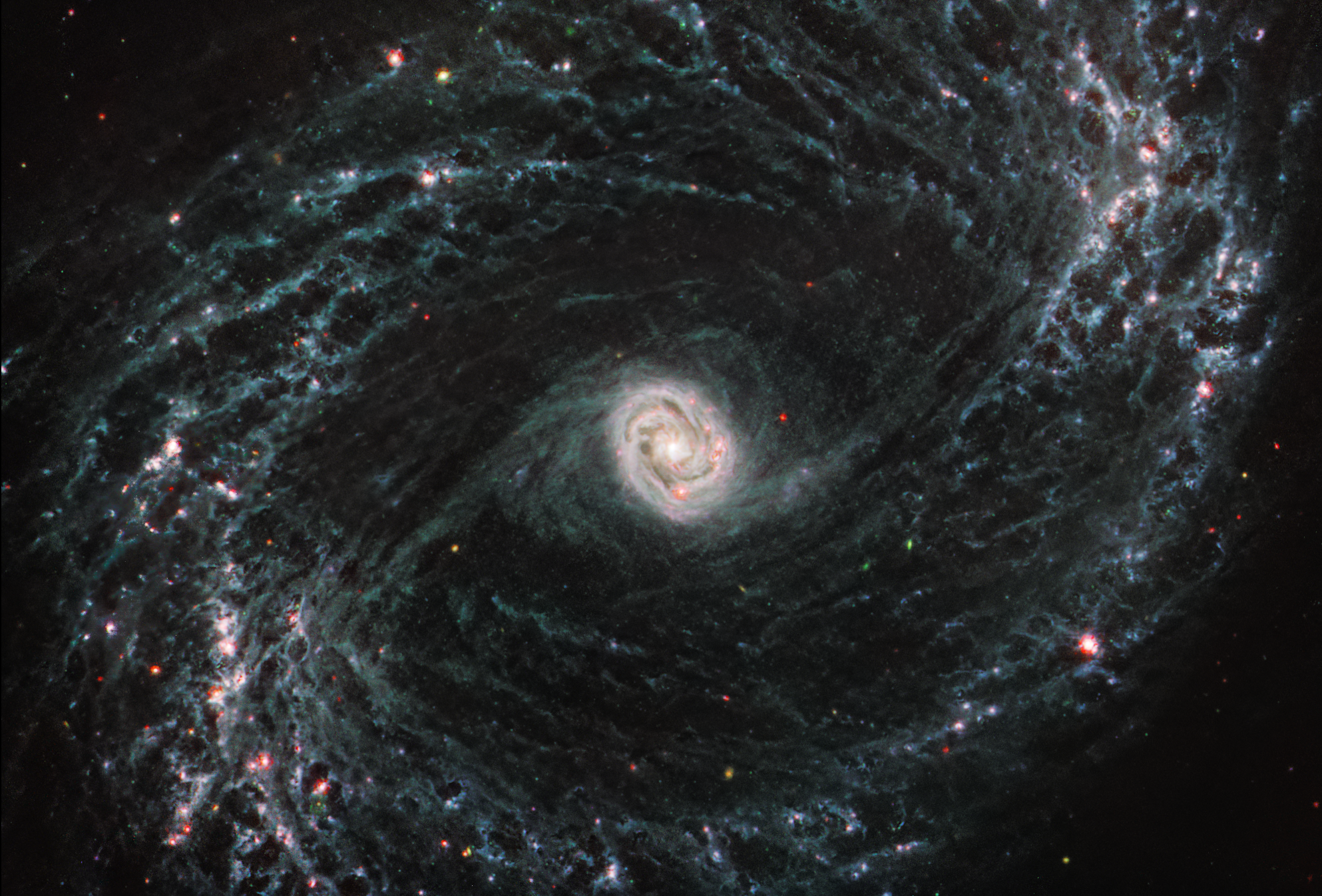
NGC 1433 MIRI Image

- NGC 1261：Caldwell 87とも呼ばれる球状星団。
- NGC 1433：棒渦巻銀河。
- NGC 1448：渦巻銀河。
- NGC 1512：棒渦巻銀河。

## 由来と歴史
とけい座は、18世紀中頃にフランスの天文学者ニコラ・ルイ・ド・ラカーユによって、振り子時計をモチーフとして考案された。初出は、1756年に刊行された1752年版のフランス科学アカデミーの紀要『Histoire de l'Académie royale des sciences』に掲載されたラカーユの星図で、振り子時計の星座絵とフランス語で「時計」を意味する l’Horlogeという名称が描かれていた。ラカーユの死後の1763年に刊行された『Coelum australe stelliferum』に掲載された第2版の星図では、ラテン語化された Horologiumと呼称が変更されている。
1801年にドイツの天文学者ヨハン・ボーデが刊行した『ウラノグラフィア』では Horologium Pendulum、1899年にアメリカのアマチュア博物学者リチャード・ヒンクリー・アレンが刊行した『Star Names: Their Lore and Meaning』では Horologium Oscillitoriumなどの名称が使われることもあったが、ラカーユのオリジナルである Horologium に取って代わることはなかった。
1922年5月にローマで開催されたIAUの設立総会で現行の88星座が定められた際にそのうちの1つとして選定され、星座名は Horologium、略称はHor と正式に定められた。新しい星座のため星座にまつわる神話や伝承はない。

## 呼称と方言
日本では当初から「時計」という訳語が充てられていた。これは、1908年（明治41年）12月に刊行された日本天文学会の会誌『天文月報』の第1巻9号に掲載された星図で確認できる。この訳名は、1925年（大正14年）に初版が刊行された『理科年表』にも「時計（とけい）」として引き継がれた。戦後の1952年（昭和27年）7月に日本天文学会が「星座名はひらがなまたはカタカナで表記する」とした際に、Horologium の日本語の学名は「とけい」と定まり、これ以降は「とけい」という学名が継続して用いられている。
IAUが学名を Horologium と定めた後の1931年（昭和6年）3月に天文同好会の編集により刊行された『天文年鑑』第4号では、星座名を Horologium Oscillitorium とした上で「振子時計」の訳名を充てており、以降の号でもこの星座名と訳名を継続して用いていた。